# Forteresse d'Isabelle II
La forteresse d'Isabelle II ou forteresse de la Mola est un complexe militaire espagnol situé sur la péninsule de la Mola, dans l'entrée du port de Mahón, île de Minorque, face au château de Saint Philippe, qui protège l'entrée au port depuis l'autre côté de l'embouchure. A côté de cette forteresse se trouve le point le plus oriental d'Espagne.
Elle porte le nom de la reine Isabelle II, qui l'a fait bâtir au milieu du XIXe siècle.

## Histoire

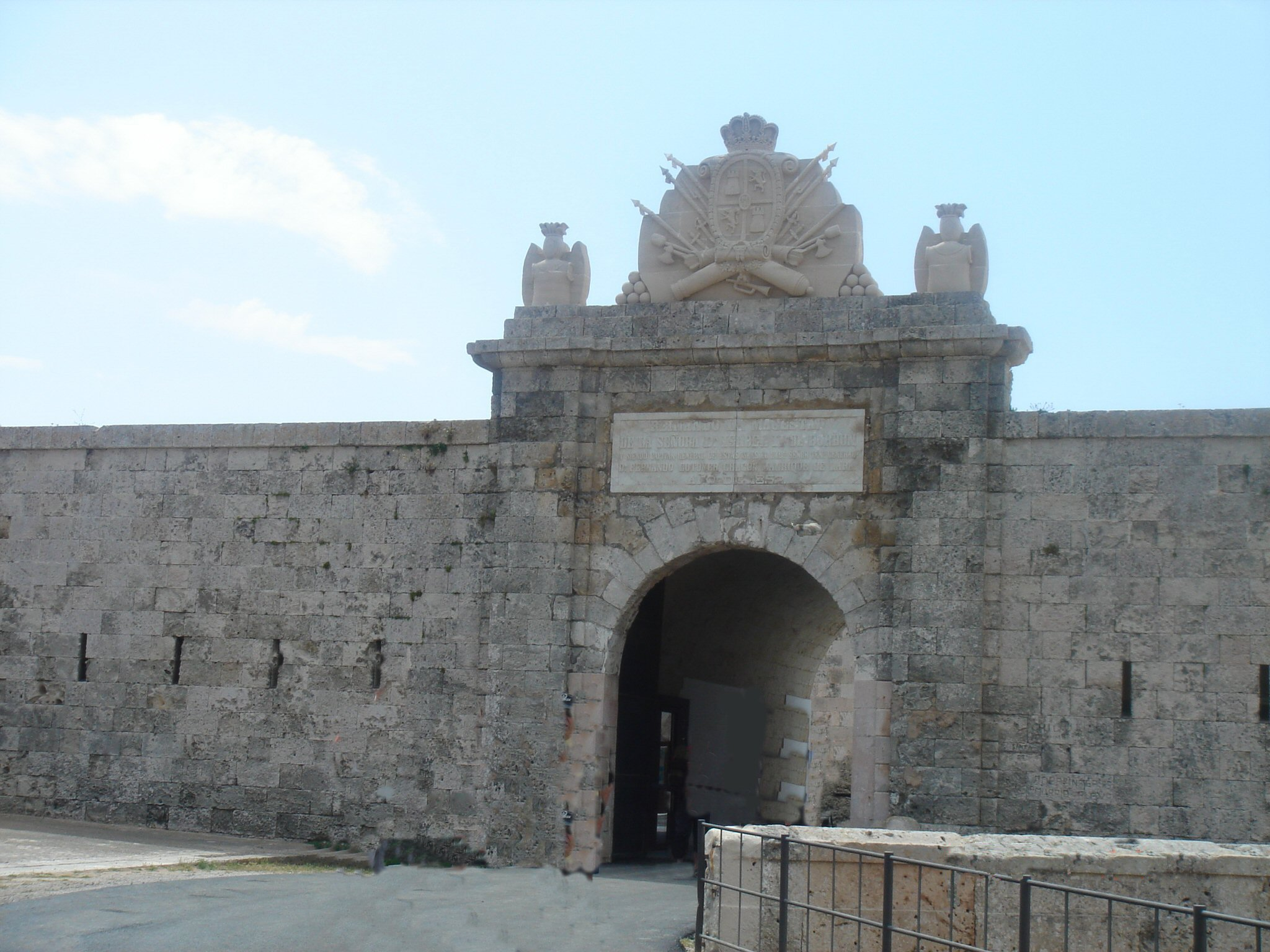
Entrée

Après la démolition du château de Saint Philippe, en 1850, les travaux de la forteresse sont entrepris.
La forteresse d'Isabelle II, appelée couramment forteresse de la Mola à cause de son emplacement sur la péninsule de la Mola, est entamée après la démolition du château de Saint Philippe, à la suite de la réactivation des tensions internationales en Méditerranée Occidentale, lorsque la France occupe l'Algérie. Bâtie sur la péninsule de la Mola, dans le port, elle a  trois objectifs : défendre le port, constituer la base d'opérations de toutes les forces de l'Armée sur l'île et servir de repli de sécurité, en dernier ressort, à ces forces.

La fortification est inaugurée en 1852, encore inachevée, et en 1860, la reine Isabelle II visite le site. Lorsque sa construction est terminée, en 1875, elle est déjà obsolète en raison de l'évolution de la technologie de l'artillerie, ce qui conduit à l'installation, en 1896, de batteries modernes autour de la côte de la péninsule, avec des canons d'environ 40 km de portée[réf. nécessaire].

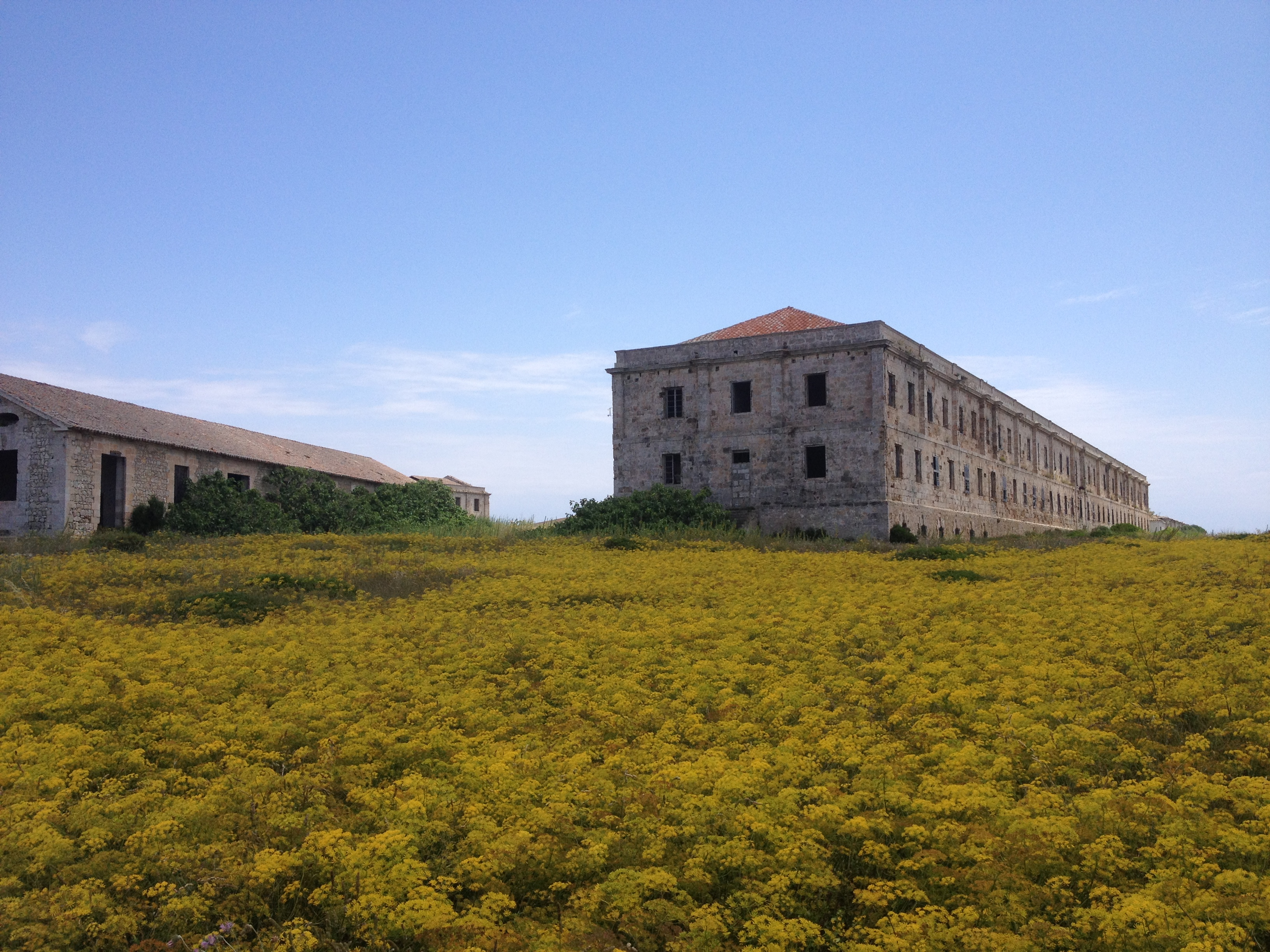
Vue d'un des bâtiments, résidence des soldats dans la forteresse d'Isabelle II

La zone fortifiée inclut la tour de la Princesse, une des deux tours bâties sur la péninsule de la Mola par les anglais en 1799, pendant leur troisième occupation de l'île.
L'importance militaire du port de Mahón est manifeste pendant des siècles, spécialement depuis le XIXe siècle, où les conditions politiques l'ont transformé en escale maritime de l'union de la Couronne d'Espagne avec ses possessions italiennes, ensuite, pendant la domination britannique de Minorque c'est le port de soutien de l'escadre anglaise de Méditerranée, pour devenir finalement, au XXe siècle, le croisement de la route française Toulon - Alger avec la route méditerranéenne anglaise de Gibraltar à Malte,,.
Les dimensions du port, son tirant d'eau, et la protection des vents dominants de Méditerranée Occidentale en ont fait l'un des meilleurs de la Méditerranée, selon la phrase connue de l'amiral gênois Andrea Doria « Juillet, Août, et port Mahón, sont les meilleurs ports de Méditerranée »,.
En novembre 2007 le Govern (Gouvernement des Îles Baléares) signe une convention avec le Ministère de la Défense selon lequel celui-ci lui cède l'ancienne installation défensive Punta Afuera pour un terme de 15 ans, prolongeables jusqu'à un maximum de 75 ans; de son coté le Govern s'engage à sa réhabilitation pour consacrer cet espace à la création d'un centre à des fins scientifiques.
Selon une opinion répandue, l'histoire de la forteresse de la Mola ne pourrait bien se comprendre sans lire Francisco Fornals Villalonga. Actuellement, la forteresse est gérée pour le tourisme par l'entreprise mallorquine Pendent, serveis i gestió SL, qui avec Mongofre World Heritage SL, sont les deux seules à avoir candidater.